# ۳۳ کارت پستال
۳۳ کارت پستال (به انگلیسی: 33 Postcards) فیلمی محصول سال ۲۰۱۱ و به کارگردانی پائولین چان است. در این فیلم بازیگرانی همچون گای پیرس، کلاودیا کاروان، ژو لین، لینکلن لویس، کین اوکیف و مت نیبل ایفای نقش کرده‌اند.